# Adam Weishaupt
 (avril 2017).
Si vous disposez d'ouvrages ou d'articles de référence ou si vous connaissez des sites web de qualité traitant du thème abordé ici, merci de compléter l'article en donnant les références utiles à sa vérifiabilité et en les liant à la section « Notes et références ».
 (mai 2016).
- Si vous ne connaissez pas le sujet, laissez ce bandeau (vous pouvez alors contacter les auteurs).
- Si vous supprimez le contenu mis en cause (vous pouvez préalablement contacter les auteurs),

argumentez précisément cette suppression dans la page de discussion
(un manque de référence n'est pas un argument ; une recherche réelle de référence doit avoir été effectuée, être formellement documentée).
Adam Weishaupt, né le 6 février 1748 à Ingolstadt en Bavière et mort le 18 novembre 1830 à Gotha, est un théologien et essayiste allemand. Après ses études où il suit l'enseignement des jésuites, il devint en 1775 professeur de droit canonique à l'université d'Ingolstadt (Électorat de Bavière, Saint-Empire romain germanique). Il est le fondateur de l'ordre des Illuminés de Bavière.

## Biographie
Né le 6 février 1748, il est orphelin de père à l’âge de cinq ans. Le baron Johann Adam von Ickstatt (de) (1702–1776) l’élève, l’envoie au collège jésuite d’Ingolstadt en 1755, où ses prédispositions en font rapidement un élève brillant et prometteur. Montrant assez tôt un goût prononcé pour les auteurs classiques, c’est la vision de certains d’entre eux (notamment Cicéron), telle qu’elle est véhiculée par les jésuites, que Weishaupt récusera par la suite.
À l’âge de quinze ans, il entame ses études académiques (jurisprudence, science politique, histoire et philosophie). Ickstatt, qui est professeur et directeur de l’université d'Ingolstadt, lui permet de consulter les livres interdits par la censure théologique. Il y découvre les philosophes français des Lumières.
À vingt ans, Weishaupt est docteur en droit, à vingt-sept, professeur extraordinaire, à vingt-huit, titulaire de la chaire de droit canonique qui n'est plus entre les mains des Jésuites depuis leur suppression en 1773. En 1775, il donne une série de leçons sur la philosophie pratique de Johann Georg Feder (1740–1821), qui représente alors, au sein de l’université allemande, la Popularphilosophie. Par là, il commence à s’attaquer à la théologie et à la philosophie d’État, c’est-à-dire au jésuitisme...

## Le fondateur de l’Ordre des Illuminés
Le 1er mai 1776, il fonde le Cercle des Perfectibilistes afin de réunir autour de ces idées nouvelles ses meilleurs étudiants. Sous cette première forme, le groupe de Weishaupt est encore uniquement une association de penseurs. Il est initié à la franc-maçonnerie le 2 février 1777 au sein de la loge La Prudence (Zur Behutsamkeit), loge munichoise qui opérait le système de la Stricte Observance Templière. Rapidement déçu dans ses attentes, il se met à imaginer la création d’un nouvel Ordre. C’est un discours prononcé par Hans Heinrich von Ecker und Eckhoffen (de) (1750-1790), fondateur de l'Orden der Ritter und Brüder St. Johannis des Evangelisten aus Asien in Europa (ordre des chevaliers et frères de Saint Jean l’Évangéliste d'Asie en Europe), loge destinée à des travaux d’alchimie, et grand recruteur de jeunes gens, qui lui en donne l’impulsion. Dans son Pythagoras... (1790, pp. 663-666), Weishaupt affirme même n’avoir fondé le Bund... que dans le but de détourner ses étudiants les plus prometteurs de la fièvre rosicrucienne : « C’est justement vers cette époque [1777] qu’un officier nommé Ecker créa à Burghausen une loge qui versait dans l’alchimie et qui commençait à se répandre fortement. Un membre de cette loge vint à Ingolstadt pour y prêcher et dénicher les meilleurs étudiants. Malheureusement, son choix se porta sur ceux que j’avais repérés. L’idée d’avoir ainsi perdu des jeunes si prometteurs, de les voir en outre contaminés par l’épidémie corruptrice de l’alchimie (Goldmacheren) et d’autres  folies du même genre, fut pour moi atroce et insupportable. J’allai prendre conseil auprès d’un jeune homme [le baron Franz Xaver von Zwack] dans lequel j’avais mis la plus grande confiance. Celui-ci m’incita à user de mon influence sur les  étudiants pour contrer autant que possible ce fléau par un moyen efficace : la création d’une société. »
Ils s'appellent entre eux par de nouveaux noms et Weishaupt choisit pour lui-même celui significatif de Spartacus. À ses côtés, Franz Xaver von Zwack (Nom d’Ordre Cato), Franz Anton von Massenhausen (1758–1815) (Nom d’Ordre Ajax) et Max Edler von Merz (1758–1807) (Nom d’Ordre Tiberius) prêtent leur concours en recrutant et en l’aidant à rédiger les statuts et rituels de l’Ordre.
En 1780, le Marquis de Costanzo (Nom d’Ordre Diomedes), envoyé à Francfort par les Illuminés, fait la connaissance d’un jeune homme de 28 ans, qui va devenir le bras droit de Weishaupt et le père des nouveaux grades du système : le baron Adolph von Knigge (1752–1796) (nom d’ordre Philo), franc-maçon désireux de créer son propre rite. Recruté la même année, comme l'atteste une lettre de Weishaupt écrite au mois de novembre, il enrichit les trois premières classes du rite et modifie profondément les autres (1782). L’ami de Gotthold Ephraim Lessing (1729–1781), Johann Joachim Christoph Bode (1730–1793) — franc-maçon, musicien, journaliste, traducteur, éditeur des œuvres de Johann Wolfgang von Goethe et Johann Gottfried von Herder — joue un grand rôle dans le succès grandissant de l’Ordre. C’est grâce à lui que nombre de personnalités rejoignent ses rangs : Johann Georg Feder, recruté à Göttingen, Friedrich Nicolai (1733–1811) recruté à Berlin, Johann Georg Schlosser (1739–1799), beau frère de Goethe recruté à Emmendingen, Herder, Goethe, etc. C’est grâce à Bode encore que les Illuminés de Bavière, lors du Convent maçonnique de Wilhemsbad (1782), voient s’ouvrir les portes des loges maçonniques allemandes : il obtient qu’elles s’administrent elles-mêmes, faisant en sorte de les soustraire à la traditionnelle autorité monarchique et théologique...
En 1783, Knigge quitte l'Ordre et rompt toute relation avec Weishaupt, se promettant de ne plus jamais faire partie d’une quelconque société secrète. Sans doute sait-il quelle politique va adopter deux ans plus tard Charles Théodore de Bavière en publiant la même année à Francfort un petit livre faisant office de profession de foi et d'autodéfense anticipée : Sechs Predigten gegen Despotismus, Dumheit, Aberglauben, Ungerechtigkeit, Untreue und Müßiggang (Six prêches contre le despotisme, la bêtise, la superstition, l'injustice, l'infidélité et l'oisiveté) où une seule phrase, que n'auraient pas reniée les Jésuites, ressort en italique : « Daß die Pflichten gegen die bürgerliche Gesellschaften und gegen die Regenten, den Gesetzen, welche uns die Natur  und Religion auflegen, untergeordnet seyn müssen. » (« que les devoirs envers la société civile et les régents doivent être subordonnés aux lois que la nature et la religion nous ont données. »)
Le succès grandissant de Weishaupt inquiète les autorités bavaroises. Un édit du 2 mars 1785 interdit leurs rassemblements et leurs activités, incluant dans cette prohibition toutes les loges maçonniques. Une véritable chasse aux déistes et aux matérialistes s’organise. Les Illuminés sont jugés et condamnés. Weishaupt, pour sa part, est contraint à l’exil deux ans plus tard. Il se réfugie à Gotha, à la cour du Duc Ernest II von Saxe-Gotha-Altenburg (1745 – 1804), Illuminé depuis 1783 (Noms d’Ordre Timoleon et 'Quintus Severus) et Supérieur inspecteur de la province de Haute Saxe (l’Abyssinie des Illuminés) depuis 1784. Il y jouit d’une vie paisible jusqu’à sa mort, le 18 novembre 1830.

## La philosophie
En 1804, Weishaupt écrit dans La Lampe de Diogène ou examen de notre morale et de nos lumières actuelles : « Die oberste Gewalt und Religion habe ich als wesentliche Bedürfnisse des Menschen betrachtet, aber zu einer Zeit, wo des Spielens und Mißbrauchens in geheimen Gesellschaften kein Ende war, habe ich gewollt, daß diese Schwäche der Menschen zu würdigeren Absichten benutzt werde » [« Je considérais le pouvoir suprême et la religion comme des besoins essentiels de l’homme, mais à une époque où le jeu et les abus des sociétés secrètes ne connaissaient aucune limite, je voulus que ces faiblesses humaines deviennent profitables à de nobles desseins »].
Du point de vue de la méthode, Weishaupt est résolument empiriste (dans la veine de Meiners, de Feder, de Hume et contre Kant). Dès 1788, avec ses Doutes relatifs aux concepts de temps et d’espace, il rejetait les conclusions de l’analytique transcendantale de Kant, admettant certes avec lui que la connaissance humaine ne puisse porter sur la chose en soi, mais refusant catégoriquement que le temps et l’espace, lieux naturels de la connaissance, soient réduits à n’être que des concepts a priori de la sensibilité. Le temps et l’espace sont réels, autant que le sont les phénomènes sensibles. C’est uniquement « auf dem Weg der Erfahrung » [« sur la voie de l’expérience »] que l’homme atteint les principes de la connaissance.
Dans l’écrit qui suivit au cours de la même année : Sur la cause et la certitude des connaissances humaines. Examen de la Critique de la raison pure de Kant, Weishaupt chercha à démontrer que le système de Kant conduisait à une subjectivité totale de nos connaissances – position défendue par Fichte et reprise plus tard par Rudolph Steiner —, idée inacceptable pour qui veut fonder la connaissance.
Dans son troisième livre : Sur l’intuition et l’aperception kantiennes, Weishaupt était encore plus catégorique : seule l’expérience, c’est-à-dire les impressions venues du dehors, font la connaissance. Il n’existe aucune intuition pure, pas même une logique qui préexisterait à la chaîne naturelle des événements.
(Source : Daniel Jacoby, art. « Weishaupt » in Allgemeine deutsche Biographie, t. 41, 1896, p. 539-550).

## Œuvres et documents

### En français
- L’École secrète de sagesse : Rituels et doctrines authentiques des Illuminés, édition établie par Reinhard Markner et Josef Wäges, traduit par Lionel Duvoy, Paris, Dervy, 2017  (ISBN 979-10-242-0136-8).
- Le véritable illuminé ou les vrais rituels primitifs des Illuminés(1788)

### Œuvres sur les Illuminati
- (1786) Apologie der Illuminaten,  (ISBN 978-3-7448-1853-7).
- (1786) Vollständige Geschichte der Verfolgung der Illuminaten in Bayern.
- (1786) Schilderung der Illuminaten.
- (1787) Einleitung zu meiner Apologie (Introduction à mon apologie)
- (1787) Einige Originalschriften des Illuminatenordens...
- (1787) Nachtrage von weitern Originalschriften...
- (1787) Kurze Rechtfertigung meiner Absichten.
- (1787) Nachtrag zur Rechtfertigung meiner Absichten.
- (1787) Apologie des Mißvergnügens und des Übels.
- (1787) Das Verbesserte System der Illuminaten.
- (1788) Der ächte Illuminat, oder die wahren, unverbesserten Rituale der Illuminaten (Le véritable illuminé ou les vrais rituels primitifs des Illuminés)
- (1795) Pythagoras, oder Betrachtungen über die geheime Welt- und Regierungskunst.

### Œuvres philosophiques
- (1775) De Lapsu Academiarum Commentatio Politica.
- (1786) Über die Schrecken des Todes – eine philosophische Rede.
  - (français) Discours philosophique sur les Frayeurs de la Mort (1788). Gallica
- (1786) Über Materialismus und Idealismus. Torino
- (1788) Geschichte der Vervollkommnung des menschlichen Geschlechts.
- (1788) Über die Gründe und Gewißheit der Menschlichen Erkenntniß.
- (1788) Über die Kantischen Anschauungen und Erscheinungen.
- (1788) Zweifel über die Kantischen Begriffe von Zeit und Raum.
- (1793) Über Wahrheit und sittliche Vollkommenheit.
- (1794) Über die Lehre von den Gründen und Ursachen aller Dinge.
- (1794) Über die Selbsterkenntnis, ihre Hindernisse und Vorteile.
- (1797) Über die Zwecke oder Finalursachen.
- (1802) Über die Hindernisse der baierischen Industrie und Bevölkerung.
- (1804) Die Leuchte des Diogenes.
  - (anglais) The Lamp of Diogenes. (Tr. Amelia Gill) introduced by Sir Mark Bruback chosen by the Masonic Book Club to be its published work for 2008. (Ed. Andrew Swanlund).
- (1817) Über die Staats-Ausgaben und Auflagen. Google Books
- (1818) Über das Besteuerungs-System.